# 印尼頭孔無鬚魮
印尼頭孔無鬚魮（学名：Poropuntius tawarensis）是輻鰭魚綱鯉形目鯉科的其中一個種，被IUCN列為次級保育類動物，分布於亞洲印尼蘇門答臘島西北部塔瓦爾湖流域，體長可達13.7公分，棲息在中底層水域。

## 外部連結
- 印尼頭孔無鬚魮的圖片 （页面存档备份，存于）